# Pune
Pune, prije poznat kao Poona, drugi je najveći grad u indijskoj državi Maharashtra, nakon Mumbaija i osmi najmnogoljudniji grad u Indiji, s procjenom od 7,4 milijuna stanovnika od 2020. Nekoliko je puta rangiran kao "najbolji grad za život u Indiji".
S gradom Pimpri Chinchwadom i tri kantonalna grada Pune, Khadki i Dehu Road, Pune čini urbanu jezgru istoimene gradske regije Pune (PMR). Prema popisu stanovništva iz 2011. godine, urbano područje ima ukupno 5,05 milijuna stanovnika, dok se broj stanovnika gradske regije procjenjuje na 7,4 milijuna. Smješteno na 560 metara nadmorske visine na visoravni Dekan na desnoj obali rijeke Mutha, Pune je ujedno i administrativno sjedište istoimenog okruga. U 18. stoljeću u gradu je bilo sjedište pešve, premijera Carstva Marata i bio je jedno od najvažnijih političkih središta na indijskom potkontinentu.
Pune je smatran drugim velikim "informatičkim čvorištem Indije" i vrhunskim "automobilskim i proizvodnim čvorištem Indije". Poznat je pod nazivom "Oxford Istoka" uz prisustvo širokog spektra obrazovnih institucija. Prvu autohtonu indijsku školu za djevojke pokrenula je u Puneu, Savitribai Phule sa svojom suradnicom Fatimom Sheikh. Grad se posljednjih desetljeća pojavio kao veliko obrazovno središte, s gotovo polovicom ukupnog broja međunarodnih studenata u zemlji koji studiraju u Puni. Istraživački instituti informacijske tehnologije, obrazovanja, upravljanja i obuke privlače studente i profesionalce iz Indije i inozemstva.